# Моргородок

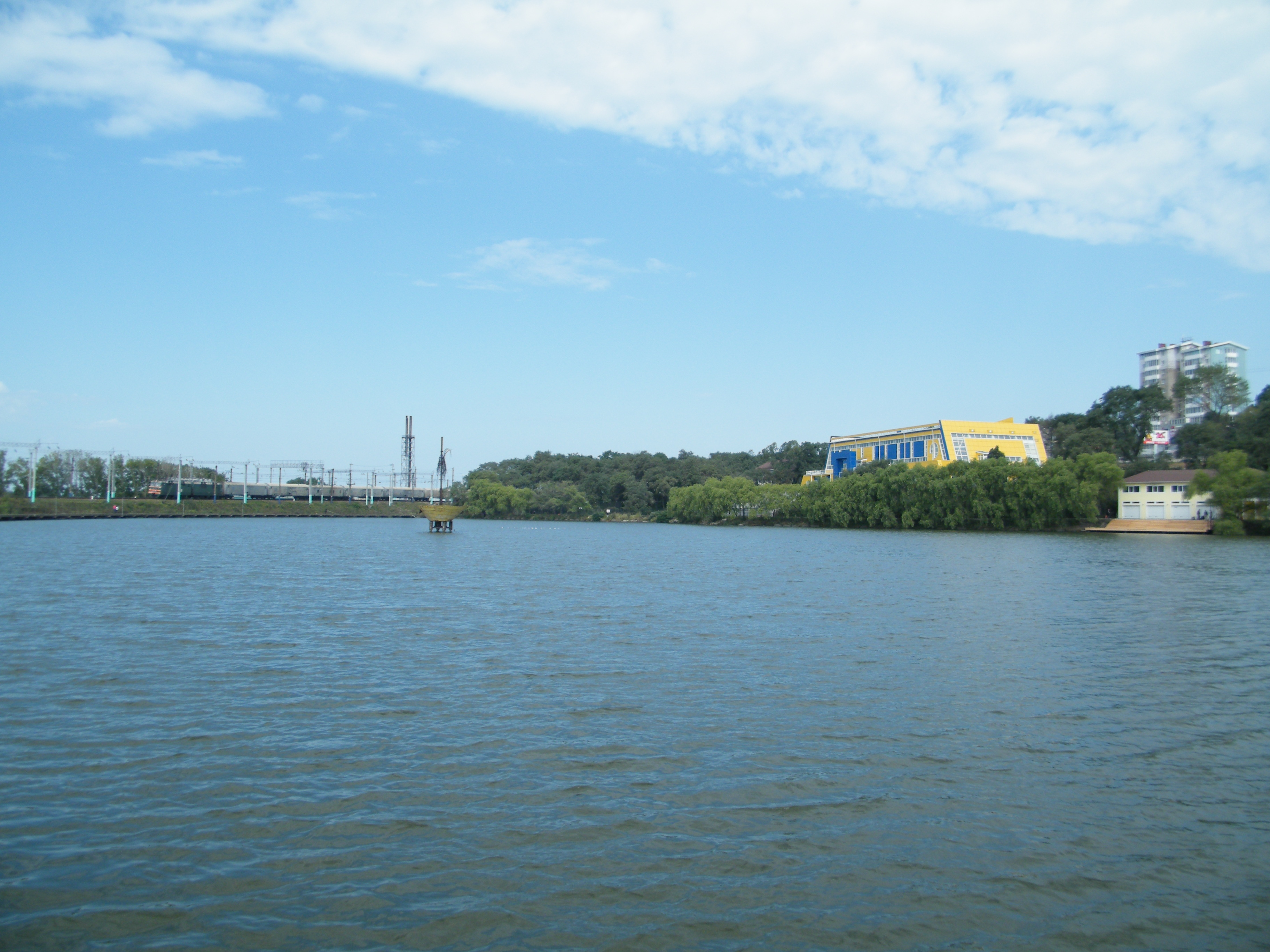
Поезд приближается к платформе Морской Городок с запада
(Озеро Юность)

«Моргородок» (до 2024 года официально — остановочный пункт № 1) — пассажирская железнодорожная платформа Владивостокского отделения Дальневосточной железной дороги. Находится в городе Владивостоке. Построен в начале 60-х годов XX века.

## Пассажирское сообщение
Через «Моргородок» проходят маршруты всех пригородных электропоездов, за исключением эпизодически возникающих электричек по маршруту «Мыс Чуркин — Владивосток» (№№ 7301/7302, 7311/7312). Пассажирские поезда и скоростные междугородние электропоезда следуют без остановок.

## Платформа
| Номер пути | Тип поезда   | Место назначения                          | примечания |
| ---------- | ------------ | ----------------------------------------- | ---------- |
| 1          | Электропоезд | Уссурийск, Спасск-Дальний и Тихоокеанская |            |
| 2          | Электропоезд | Владивосток                               |            |
| 3          | Электропоезд | Мыс Чуркин и Надеждинская                 |            |